# 1560-ті до н. е.

## Правителі
- Фараон XV (гіксоської) династії Апопі І;
- Цар Вавилону Агум ІІ;
- Царі Ассирії Ішме-Даган ІІ та Шамши-Адад ІІІ;
- Царі хеттів Хатілі І та Циданта І.